# Héctor Stáffora
Héctor Lorenzo Stáffora (San Justo, 24 de agosto de 1929 - Capitán Bermúdez, 23 de mayo de 2002) fue un exfutbolista argentino. Jugaba como arquero titular de 1era. En Rosario Central. Junto Fogel - Perez- Vairo . En el año 1948-1949 y su primer club fue Colón de San Justo.

## Biografía
Fue dirigente del Partido justicialista -Congresal Nacional- Concejal de San Lorenzo- creo el partidos Tradición y Coherencia, ayudando a Monasterolo (ex-intendente de Fray Luis Beltran)) obtiene su triunfo. 
A fines del año 1949 Rosario Central lo intenta vender a NOB. Y en su último partido como titular de Central, aparentemente x sabotaje, se entierra una aguja de coser pelotas en su mano derecha, lo que terminó con du carrera como deportista y como médico (se encontraba cursando medicina) y quería ser cirujano.

## Carrera
De corto paso por el fútbol profesional, Stáffora llegó a Rosario Central en 1949, proveniente de Colón de San Justo. Esa fue su única temporada en el club de Arroyito, atajando 13 encuentros, siendo alternativa de Roberto Quattrocchi.

## Clubes
| Club               | País      | Año  |
| ------------------ | --------- | ---- |
| Colón de San Justo | Argentina | 1948 |
| Rosario Central    | Argentina | 1949 |